# 熊野神社古墳
熊野神社古墳（くまのじんじゃこふん）は、埼玉県桶川市川田谷にある古墳。形状は円墳。川田谷古墳群を構成する古墳の1つ。埼玉県指定史跡に指定され、出土品は国の重要文化財に指定されている。

## 概要
- 円墳
- 直径約40メートル
- 高さ約6メートル

名前はこの墳頂に鎮座する熊野神社に由来する。
川田谷古墳群の樋詰支群にあり、出土品から4世紀頃に築造されたと推定されている。1928年に熊野神社の改築のために氏子たちが神社の下を数メートルほど掘ったところ遺物が発見された。その後の本格的な発掘調査の結果、直径40メートルほどの円墳で幅13メートルの堀があったことがわかった。
偶然の発見だったため出土当時の状況は不明であるが、出土品は数が多い上に東日本ではきわめて珍しい品が多く、関西で発見されるものと類似点があるなどのことから国の重要文化財に指定されている。また古墳自体は埼玉県指定史跡となっている。出土品は埼玉県立歴史と民俗の博物館に展示されていて、桶川市歴史民俗資料館でもレプリカの展示がされている。

## 文化財

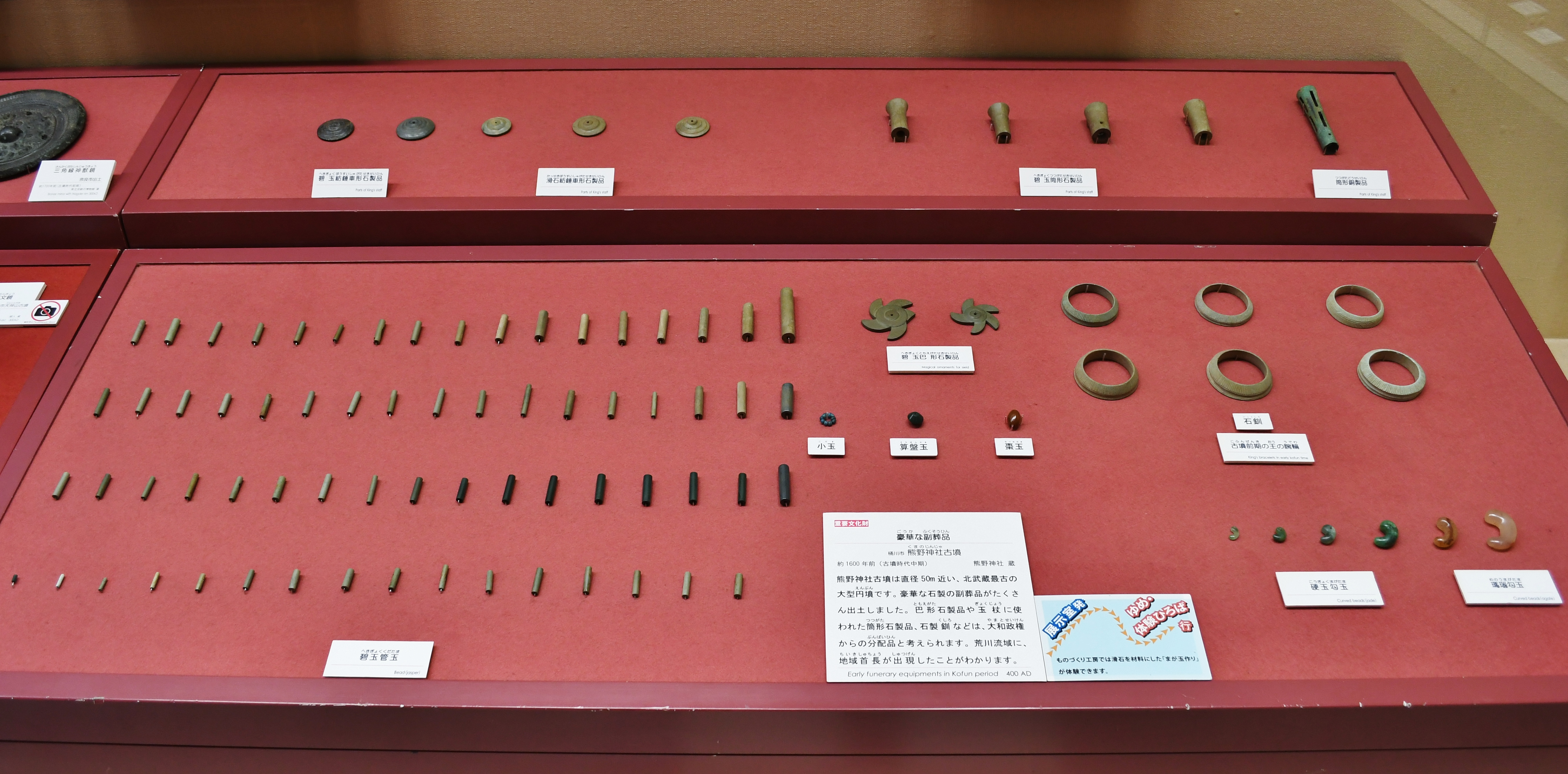
出土品（国の重要文化財）埼玉県立歴史と民俗の博物館展示。

### 重要文化財（国指定）
- 武蔵国北足立郡熊野神社境内古墳出土品（考古資料） - 明細は以下。所有者は熊野神社。1953年（昭和28年）11月14日指定[1]。
  - 硬玉勾玉 4顆
  - 瑪瑙勾玉 2顆
  - 瑪瑙棗玉 1顆
  - 碧玉算盤玉 1顆
  - 碧玉管玉 67顆
  - 瑠璃小玉 一括
  - 碧玉巴型石製品 2箇
  - 碧玉紡錘車形石製品 4箇
  - 滑石紡錘車形石製品 1箇
  - 碧玉釧 6箇
  - 碧玉筒形石製品 4箇
  - 筒形銅製品 1個
  - 附 朱小塊 若干

このほか鏡や刀類も出土したが行方不明となっている。

### 埼玉県指定文化財
- 史跡
  - 熊野神社古墳 - 1967年（昭和42年）3月28日指定、1975年（昭和50年）3月31日に史跡範囲の追加指定。

## アクセス
桶川市内循環バス西13熊野神社入口で下車。